# Доњи строј пруге
Доњи строј пруге је један од два конструктивна елемента железничке инфраструктуре и пруге који чине:
- Земљани труп пруге обухвата објекте од земље који, у зависности од положаја према терену могу да буду у облику насипа, усека и засека.
- Засек се добија када је земљани труп изведен једним делом у насипу, а другим делом у усеку.
- Насип је земљани труп изведен насипањем земље ископане из усека, материјалног рова или позајмиша на нераскопано земљиште назива се насип.
- Усек се добија здравим засецањем земљаног трупа.
- Планум је горња површина земљаног трупа. Код пруга са једним колосеком облик и ширина планума одређује се према ширини колосека, важности пруге, према врсти земљаног материјала из кога је саграђен труп пруге.
- Мостови су вештачки објекти који служе за прелаз саобраћајница преко природних или вештачких препрека: река, дубоких долина и других саобраћајница. У односу на саобраћајницу мостови се морају уклапати у њену трасу и нивалету и морају имати одговарајући габарит за њу.
- Тунел су објекти који се граде на местима где се због велике разлике у нивоу између терена и коте нивелете не исплати се градити усек. Облик и начин изградње тунела зависи углавном од врсте материјала кроз које тунел пролази и од притиска који се у том материјалу појављује.
- Пропусти су вештачки објекти који се изграђују у трупу пруге да би се вода са сливног подручја падине изнад пруге директно или путем одводних јарака пропустила испод пруге. Попусти се деле на:
  - Цевасти или параболични пропуст се изводи са светлим отвором, пречника 1m, 1,5m, 2m, 2.5m
  - Плочасти се изводе са светлим отвором, пречника 1m, 1,5m, 2m, 2.5m
  - Засведени пропусти кружног обила, изводе се са светлим отвором, пречника 1m, 2m, 3m, 4m, 5m
- Надвожњаци и подвожњаци су вештачки објекти који се по конструкцији не разликују од мостова само им је улога друга.Служи за то да се премости или преко њих преведе железничка пруга или неки други саобраћајни пут.
- Дренаже се граде ради оцеђивања падина или косина усека од подземних вода. Основни елементи дренаже су истем за одводњавање, камена испуна, филтерски слој са страна испуна и бетонска тајача. Изнад цеви се обавезно уграђује слој филтарског шљунака. Дренажу никада не треба градити у водонепропустљивом материјалу.